# Барелли, Агостино
Агостино Барелли (итал. Agostino Barelli; крещён 26 октября 1627, Болонья — ок. 29 января 1697, Болонья) — итальянский архитектор периода барокко. Работал в Баварии.

## Биография
Агостино Барелли известен тем, что представлял архитектуру итальянского барокко в Баварии. Он был приглашён в Мюнхен курфюрстиной Генриеттой Аделаидой Савойской для строительства церкви ордена театинцев Театинеркирхе (1663—1690). Образцом для Барелли послужила главная церковь театинцев Сант-Андреа-делла-Валле в Риме. Работа была отмечена конфликтами с подрядчиком строительства Антонио Спинелли, театинцами и даже духовником Генриетты, что привело к отставке Барелли.
Тем не менее постройка с двумя высокими башнями и мощным «римским куполом» оказала значительное влияние на развитие стиля южно-немецкого барокко.
По проекту итальянского архитектора в окрестностях Мюнхена строили дворец Нимфенбург (1664—1675). В 1674 году Барелли на строительстве дворца сменил швейцарский архитектор Энрико Цуккали, и итальянец вернулся в Болонью.

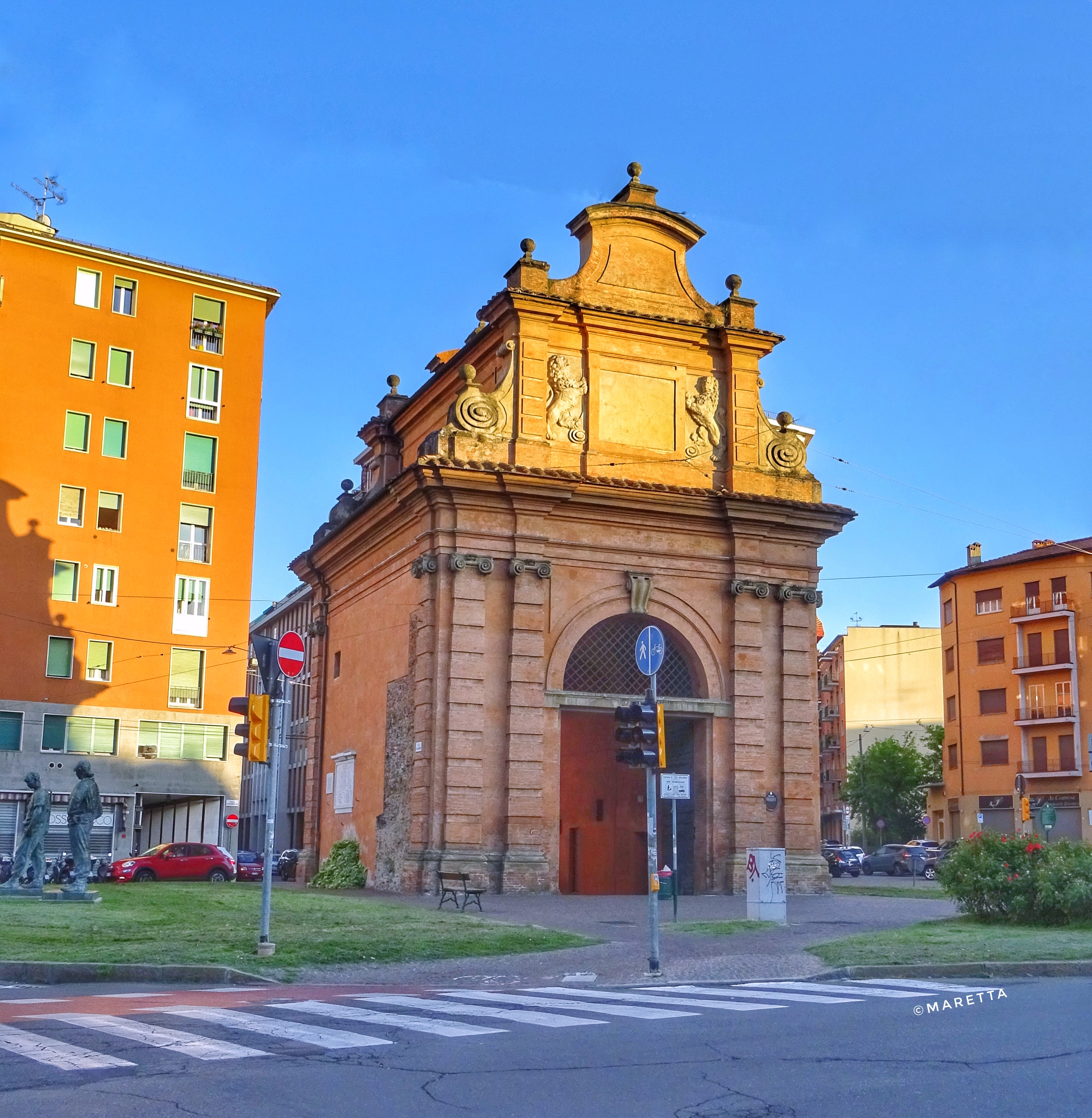
Порта делле Ламе. 1677. Болонья
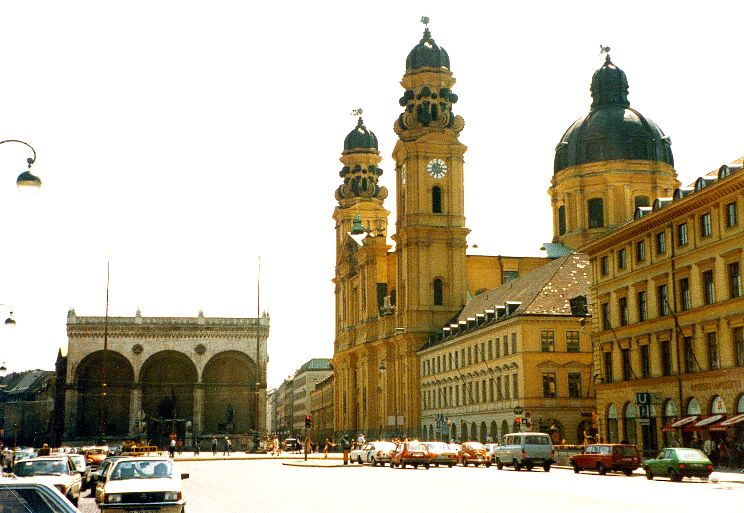
Церковь театинцев. Мюнхен. 1664—1674
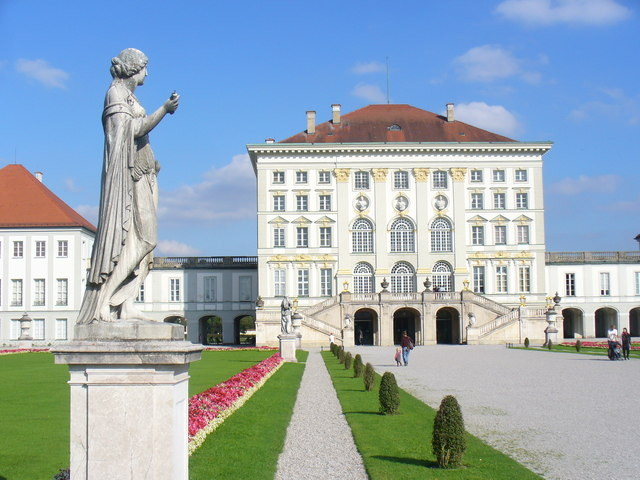
Дворец Нимфенбург. 1664—1675